# Fuertesia
Fuertesia é um género monotípico botânico pertencente à família Loasaceae...

## Espécies
- Fuertesia dominguensis